# Videojoc de plataformes
Els videojocs de plataformes són un gènere de videojocs en el qual cal caminar, saltar-se o escalar sobre una sèrie de plataformes i penya-segats, amb enemics, mentre es recullen objectes per a poder completar el joc. Sol usar scroll horitzontal cap a esquerra o cap a la dreta. És un gènere molt popular de videojocs creat en els primers anys 80 i que continua mantenint bastant de popularitat en l'actualitat.
Un dels més característics és Super Mario Bros.. Encara que dins d'aquest gènere es troben també jocs com Donkey Kong, Sonic the Hedgehog, Adventure Island, Ghost and Goblins, Castlevania, Prince of Persia o Earthworm Jim. També són jocs de plataformes Super Mario 64 o Tomb Raider, que adapten a les 3D l'estil de joc d'aquest gènere.

## Evolució

### Anys 80
El gènere neix a les màquines recreatives amb els pioners Space Panic i Donkey Kong el 1981. L'ús de la gravetat i l'ús d'escales o salts per moure's a través de les plataformes que floten al llarg de la pantalla va ser el que va fer diferenciar-se a aquesta classe de jocs dels de la seva època, els familiars del Pac-man, on la perspectiva era zenital i no hi havia gravetat. El gènere no va acabar de definir-se fins a l'aparició de Pitfall!, publicat per Activision per a l'Atari 2600 el 1982, que va introduir el scroll horitzontal. No obstant això, la poca capacitat de les consoles de l'època (Atari 2600, Collecovision i similars) no era prou per explotar aquesta classe de videojocs, pel que fa a les plataformes van passar sense pena ni glòria per la Crisi del videojoc de 1983, apareixent alguns títols per a ordinador com el Manic Miner (1983) i la seva continuació, Jet Set Willy (1984). També per aquella època van aparèixer els primers videojocs isomètrics, de la mà de SEGA amb el seu Congo Bongo (1983).
La gran explosió de les plataformes ve de la mà de Super Mario Bros. i la NES de Nintendo el 1985. Aquest joc no només va revolucionar el gènere de les plataformes, sinó que va suposar també tota una revolució de la indústria, rellançant una altra vegada les videoconsoles (especialment la NES), que després de la Crisi del videojoc de 1983 havien estat arrasades per les computadores personals de baix cost com el Commodore 64. El Super Mario Bros. va introduir en el gènere de plataformes una sèrie d'elements que van assegurar precedent: la collita de 100 objectes per aconseguir vides extra (en aquest cas, monedes) i la divisió en subnivells dels mons.
Durant el regnat de la NES en la segona meitat dels vuitanta el gènere de les plataformes en 2D va viure els seus millors moments. Per una part la popularització de la fórmula del Mario a les màquines recreatives (arcade) va portar grans títols com New Zealand Story o Bubble Bobble, de Taito, o Adventure Island de Hudson Soft. D'altra banda les possibilitats d'una consola casolana van permetre l'aparició de videojocs molt més llargs, donant origen als plataformes d'exploració. Aquest subgènere tenia generalment una història i una ambientació més desenvolupada, i un estil de joc més orientat a l'exploració dels escenaris que al joc lineal i ràpid de Super Mario Bros. o els títols provinents de la màquina recreativa. Títols com Ghosts and Goblins, Mega Man, Contra (conegut a occident com Probotector) o més tard Prince of Pèrsia (1989) van aportant frescor i popularitat al gènere durant la segona meitat dels 80.

### Anys 90
A la primera meitat dels 90 el gènere es va estandarditzar per complet tant a les consoles de 16 bits (SNES i Sega Mega Drive) com en les consoles portàtils (Game boy i Game Gear). En els 16 bits van sortir títols reeixits com Sonic the Hedgehog per a Mega Drive o Super Mario World per a SNES, i les noves versions de sagues nascudes en els 8 bits com Super Metroid o Super Castlevania. Però la popularització dels plataformes també va donar lloc a milers de jocs de baixa qualitat, amb tota classe de temes, sortint com a verdaderes plagues de jocs amb llicències de sèries o pel·lícules com Gremlins, Els Simpson, Aladdin, The Lion King, etc. Entre la marea de videojocs de plataformes que es van llançar en aquesta època, destacaven de tant en tant títols amb un bon disseny com Earthworm Jim o Another World. L'última gran revolució a les plataformes en els 16 bits ve amb Donkey Kong Country de Rare, que utilitzant un avançat sistema de prerenderització dels gràfics, va explotar per complet les capacitats de la SNES.
Amb l'aparició de les 3D i la nova generació de consoles es va experimentar la conversió del gènere a la tercera dimensió. Els primers títols com Clockwork Knight per a Sega Saturn presentaven gràfics tridimensionals però un esquema de joc lineal, similar als plataformes de tota la vida. Aquest tipus de jocs es consideren "2,5 D". També s'ha d'esmentar puntualment el Jumping Flash, un joc per a PlayStation que adaptava els elements dels jocs de plataformes amb la jugabilitat en primera persona a l'estil Doom.
No va ser fins i tot l'aparició de Super Mario 64 quan es va aconseguir la fórmula correcta per adaptar el gènere a les 3D. El Super Mario 64 va introduir escenaris completament tridimensionals on la llibertat i la quantitat de moviments a l'escenari per fi van aconseguir traslladar la jugabilitat, característica essencial dels plataformes, a la tercera dimensió. La genial fórmula de Super Mario 64, un dels millors i més influents títols de la història, va tocar sostre tot just estrenar l'estil en les 3D, i cap títol no va aportar gens excessivament important el gènere durant els anys següents. Al mateix temps, Lara Croft i el revolucionari Tomb Raider obrien una altra via per als jocs de plataformes tridimensionals, més realista i adulta, i amb major component d'aventures i acció que de collita d'objectes (items) i power-ups, que, si bé contenen nombrosos elements de plataformes, no és el més representatiu d'aquesta classe de jocs.
També amb les noves consoles de 32 bits, amb alta capacitat d'emmagatzemament en CD-ROM, van permetre realitzar grans jocs de plataformes en 2D que van revitalitzar el gènere, com Ray-Man, Castlevania: Symphony of the Night (una de les obres mestres de la saga) o Abe's Oddysey, que va introduir una innovadora Intel·ligència Artificial per als enemics. També van sortir excel·lents jocs en 2,5 D, que aprofitaven les capacitats tècniques de la nova generació de consoles mantenint un estil de joc més clàssic, com Crash Bandicoot o Klonoa per a PlayStation o Nights into Dreams per a Sega Saturn.

### Anys 2000
A la dècada dels 2000 s'han continuat continuant les fórmules establertes en la generació dels 32 i els 64 bits quant als jocs en 3D i en 2,5D. Sobresurten en aquesta època Super Monkey Ball de SEGA, que a més de tenir l'honor de ser el primer joc de SEGA per a una consola de Nintendo, va introduir una innovadora jugabilitat a través d'un personatge posat en una pilota de platja. I Psychonauts (2005), un excel·lent videojoc realitzat per Tim Schafer, un dels autors de Monkey Island.
L'aparició de la Game Boy Advance en la primera meitat de la dècada també ha portat una nova joventut als videojocs en 2D a la portàtil, sortint al mercat nombrosos títols que continuen l'estil marcat en l'època daurada dels 16 bits, així com reedicions de jocs clàssics de NES i SNES. S'ha d'esmentar que en aquest ressorgir dels plataformes clàssics que ha portat la Game Boy Advance, Cave Story (2004), un joc lliure (freeware) per a PC que combina elements de plataformes clàssics, d'exploració, i arcade que, encara mantenint l'estètica 16bit, té un tècnic acabat que correspon als temps que corren i que és, probablement una de les obres mestres del gènere.
Amb les noves interfícies de les consoles de Nintendo, s'experimenta amb noves fórmules per a la jugabilitat, fent ús de la pantalla tàctil de la Nintendo DS o del comandament de la Wii. Alguns jocs ja sortits al mercat com Super Mario 64 DS o altres preparats per al llançament de Wii com Super Mario Galaxy o les conversions de Super Monkey Ball i Rayman per a aquesta consola esbossaran el que ofereix al gènere de plataformes en els pròxims anys.

## Subgèneres

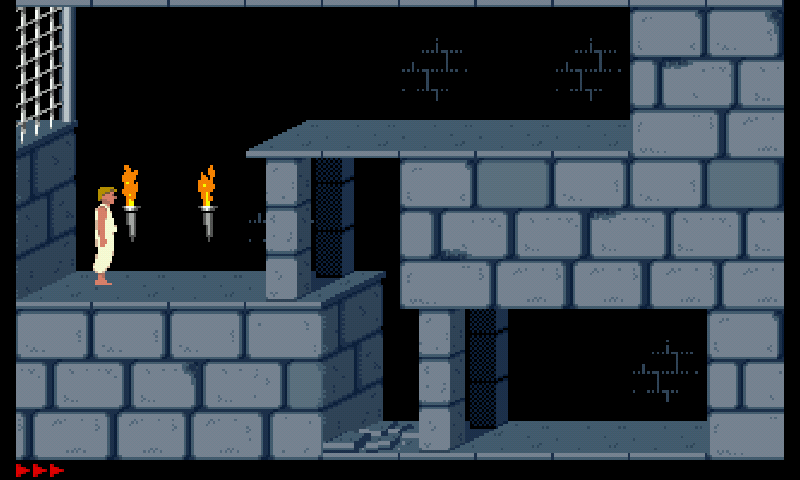
Imatge d'un clon de codi obert del joc Prince of Persia per NagyD.

Per ordre d'aparició:

### Videojocs en 2D
Els jocs de plataformes en 2D es caracteritzen per usar scroll de la pantalla, tant horitzontal com Super Mario Bros. o Sonic the Hedgehog com en vertical com Bubble Bobble i Donkey Kong. És l'estil de plataformes més clàssic i és el més característic de les consoles de 8 i 16 bits.

### Videojocs en perspectiva isomètrica
A més dels videojocs de plataformes en 2D i 3D, existeixen els isomètrics, que usaven aquesta projecció per donar-li un aspecte en 3 D amb gràfics en 2D. Aquests jocs són característics dels ordinadors casolans dels 80, on van obtenir la seva major popularitat i destaquen el Batman i el Fairlight per a Amstrad CPC.

### Plataformes d'exploració
Els videojocs de plataformes d'exploració tenen un estil de joc diferent als plataformes tradicionals, predominant l'ús d'escenaris més grans, que s'han de recórrer diverses vegades i en diverses direccions, una evolució contínua de les habilitats del personatge i generalment amb un argument i ambientació molt més desenvolupades. Els més coneguts són les sagues de Castlevania i Metroid.

### Videojocs en 2,5D
Són jocs amb desenvolupament en 2D però gràfics tridimensionals com Pandemonium o Klonoa.

### Videojocs en 3D
Els jocs de plataformes en 3D contenen escenaris completament tridimensionals, com el Super Mario 64. També es consideren de plataformes jocs en tercera persona com Tomb Raider.

## Cronologia dels principals videojocs de plataformes
- Space Panic (Universal, 1980) - primer joc de plataformes
- Donkey Kong (Nintendo, 1981) - primera aparició de Mario (que llavors es deia Jumpman)
- Pitfall! (Activision, 1982) - introducció del scroll horitzontal
- Miner 2049er (Big Five Software, 1982)
- Jumpman (Epyx, 1983)
- Manic Miner (Bug-Byte, 1983)
- Chuckie Egg (A'n'F, 1983)
- Monty on the Run (Gremlin Graphics, 1985) - clàssic de ZX Spectrum i CBM 64
- Super Mario Bros. (Nintendo, 1985) - potser el plataformes més conegut
- Metroid (Nintendo, 1986) - Primer plataformes d'exploració
- Mega Man (Rockman) (Capcom, 1987) - Popular saga que va introduir bastants elements recreatius
- Haunted Castle (Konami, 1988) - predecessor de la saga Castlevania
- Captain Comic (Michael Denio, 1988) - el primer plataformes per IBM PC
- Prince of Persia (Brøderbund, 1989) - una de les primeres incursions del realisme en el gènere amb una física molt reeixida
- Super Mario Bros. 3 (Nintendo, 1990) - continuació del mario original que va introduir els mapes entre fases.
- Sonic the Hedgehog (Sega, 1991) - primer rival seriós de Mario
- Earthworm Jim (Shiny Entertainment, 1994) - Un dels millors jocs realitzats en l'època dels 16 bits.
- Donkey Kong Country (Rareware, 1994) - va introduir els gràfics prerenderitzats
- Super Mario 64 (Nintendo, 1996) - El primer joc amb desenvolupament en tres dimensions
- Tomb Raider (Core Design, 1996) - saga de jocs de plataformes 3D protagonitzats per Lara Croft de gran repercussió social.
- Abe's Oddysey (GT Interactive, 1997) - Primer joc en 2D que explota les capacitats de nova generació introduint una IA avançada.
- Castlevania: Symphony of the Night (Konami, 1997) - Últim gran joc comercial de plataformes en 2D.
- Super Monkey Ball (SEGA, 2001) - El plataformes en 3D més important de la generació de 12 bit.
- Cave Story (Videojoc lliure, 2004) - Un exemple de joc lliure de plataformes.